# Бен-Гур (фильм, 2016)
«Бен-Гур» (англ. Ben-Hur) — драма режиссёра Тимура Бекмамбетова по роману Лью Уоллеса «Бен-Гур: история Христа», ремейк одноимённого фильма 1959 года. В главных ролях — Джек Хьюстон и Тоби Кеббелл. Премьера в США состоялась 19 августа 2016 года, в России — 8 сентября 2016 года.

## Сюжет
Джуда Бен-Гур — иудейский аристократ времён римской экспансии, живёт в Иерусалиме вместе со своей семьёй и приёмным братом Мессалой — сыном одного из заговорщиков, участвоваших в убийстве Цезаря. Джуда, несмотря на свой статус, хочет жениться по любви, а не по расчёту, добиваясь расположения Эсфири — своей служанки и дочери друга его семьи. Но в то же время он размыкается с Мессалой: того тяготит позорное прошлое его предков, и чтобы очистить своё имя, он присоединяется к римской армии для подавления мятежей в Германии.
Проходит 3 года. Джуда и Эсфирь обсуждают антиримские мятежи зилотов, в последнее время озлобленных действиями римского наместника (ради строительства колизея в Иерусалиме, римляне собирают камни откуда попало, ради этого разоряя даже иудейские могилы), однако сами отказываются принимать чью-либо сторону, надеясь на мирное урегулирование конфликта. Тогда же Джуда знакомится с местным плотником по имени Иисус. Тем же вечером в их поместье пробираются несколько зилотов, один из которых — Дисмас — пострадал в стычке с легионерами. Джуда лечит Дисмаса и позволяет на какое-то время остаться в его поместье, но прогоняет его друзей. Самого же Дисмаса Джуда пытается убедить в бессмысленности насилия против римлян и необходимости искать мира между их народами, но Дисмас не воспринимает его всерьёз.
В то же время Мессала, дослужившийся до легата, возвращается в Иерусалим в гости к другу детства. Мессала рассказывает, что служит под началом Понтия Пилата, который хочет провести парадное шествие своего легиона по улицам Иерусалима, которое ни в коем случае нельзя срывать. Джуда обещает, что убедит другие аристократические семьи иудеев ничего не предпринимать, но отказывается выдавать Мессале имена радикалов из местной знати. Мессала возмущён его отказом, но ничего не может с этим поделать.
На следующий день легион проходит по улицам Иерусалима. Во время шествия возле дома Джуды, Дисмас стреляет из лука по Пилату, но вместо него гибнет легионный знаменосец. Легионеры врываются в дом Джуды, убивают отца Эсфирь и арестовывают всех, кроме самой Эсфирь, успевшей сбежать. Чтобы защитить свою семью, Джуда берёт вину за покушение на себя, при этом умоляя Мессалу помочь. Однако, Мессала отказывается ему помогать, припомнив вчерашний отказ (а также не желая влезать в очередную перепалку с Пилатом, с которым у него и так натянутые отношения). Мать и сестру Джуды приговаривают к казни через распятие на крестах, когда как его самого отправляют на каторгу в виде гребца на галере.
Проходит 5 лет, в течение которых Джуда, уже смирившийся со своей участью раба, просто пытается выжить. 3-й римский флот, на котором он служит, воюет с Грецией и движется к её южному побережью, когда натыкается на греческий флот. Его галера терпит крушение и тонет, но Джуде удаётся выжить, а морское течение выносит его на северное побережье Африки, где его находит нубийский шейх Илдерим, зарабатывающий за счёт скачек на колесницах. Илдерим хочет сдать Джуду римлянам, как беглого раба, но Джуда убеждает его оставить себе, демонстрируя свои навыки наездника и ухода за лошадьми.
Караван Илдерима добирается до Иерусалима. Джуда под покровом ночи навещает Эсфирь, ставшую последовательницей Иисуса. Также она сообщает ему о смерти его близких и о том, что Мессала ныне — почётный гражданин Рима. Заманив Мессалу в своё пустующее поместье, Джуда хочет с ним объясниться, но Мессала злит его, и Джуда сбегает, ударив того по лицу. Пилат при виде побитого Мессалы требует распять несколько иудеев — в назидание за попытку хотя бы тронуть одного из его солдат. Эсфирь, чудом избежавшая распятия, находит Джуду и ругает того за жажду мести, обернувшуюся бессмысленной гибелью людей. Джуда спрашивает совета у Илдерима, как добиться справедливости и отомстить римлянам за свои мучения. Шейх отвечает ему, что лучший способ поставить римлян на место — в честном состязании одолеть их лучшего наездника: это ударит по престижу империи в их колониях и растопчет римскую гордость. Узнав о том, что Мессала — лучший наездник Рима в Иерусалиме, Джуда просит Илдерима записать его на скачки. Илдерим при встрече с Пилатом безуспешно пытается спровоцировать его на пари, пока не поднимает ставку: в случае победы с Джуды будут сняты все обвинения, а при проигрыше он позволит римлянам вновь его забрать.
Узнав о готовящемся состязании, Эсфирь пытается отговорить Джуду и Мессалу от этой бессмысленной дуэли, но безуспешно. В канун скачек в лагерь приходит Друз — бывший римский солдат и подручный Мессалы, изгнанный из легиона. Друз сообщает Джуде, что его мать и сестра живы — вместо них тогда распяли других женщин, а их обеих по старой дружбе Друз укрыл в иудейском монастыре неподалёку от Иерусалима. Воссоединение с семьёй омрачается тем, что близкие Джуды заражены проказой и в бреду прогоняют его. Джуда злится и желает во что бы то ни стало одолеть Мессалу.
Наступает день гонок. Несмотря на жестокое соперничество с Мессалой и другими наездниками, Джуда, следуя инструкциям Илдерима, всё же побеждает в скачках, принося своей победой дивиденды шейху и ободряя наблюдавших за гонкой иудеев. Однако, вечером того же дня Джуда сознаётся Илдериму, что отомстив Мессале, он потерял смысл двигаться дальше: Мессала наверняка мёртв, а его мать и сестру вскоре сразит болезнь. Илдерим предлагает Джуде присоединиться к его каравану и уйти с ним в пустыню. В то же время в Гефсиманском саду римляне по приказу Пилата арестовывают Иисуса и приговаривают к распятию на горе Голго́фа. При виде измученного Иисуса во время шествия с крестом, Джуда хочет подать ему воды, как поступил Иисус в их прошлую встречу 5 лет назад, но его избивает легионер-погонщик, а Иисус убеждает его отказаться от мести римлянам. После смерти Иисуса на кресте начинается дождь, во время которого мать и сестра Джуды исцеляются от проказы. Перед своим отъездом из Иерусалима, Джуда находит Мессалу — тот всё ещё жив, но лишился ноги и проклинает Джуду. Тот просит у него прощения за то, что поддался гневу от обиды и предал собственные принципы, которые и сам когда-то исповедовал. Мессала понимает, что кроме Джуды у него больше никого не осталось, и раскаивается в своих грехах.
Вновь воссоединившиеся братья вместе с семьёй Джуды и караваном Илдерима навсегда покидают Иерусалим. В последней сцене Джуда и Мессала вновь скачут на лошадях наперегонки, как в прежние времена своего юношества...

## В ролях
| Актёр             | Роль                             |
| ----------------- | -------------------------------- |
| Джек Хьюстон      | Джуда (Иуда) Бен-Гур             |
| Морган Фримен     | шейх Илдерим                     |
| Тоби Кеббелл      | Мессала                          |
| Назанин Бониади   | Эсфирь возлюбленная Иуды         |
| Родриго Санторо   | Иисус Христос                    |
| София Блэк-Д’Элиа | Тирза сестра Иуды                |
| Айелет Зорер      | Наоми мать Иуды                  |
| Мойзес Ариас      | Дисмас распятый преступник       |
| Пилу Асбек        | прокуратор Иудеи Понтий Пилат    |
| Марван Кензари    | Друз                             |
| Халук Бильгинер   | Симодинес                        |
| Джеймс Космо      | Квинт Арий                       |
| Юлиан Костов      | Люциус раненный римский легионер |

## Создание
25 апреля 2014 Paramount Pictures и MGM объявили, что над производством «Бен-Гура» будут работать продюсеры Марк Барнетт и Рома Дауни, создавшие мини-сериал «Библия», а режиссёром фильма назначен Тимур Бекмамбетов. Первоначально премьера в США была запланирована на 26 февраля 2016, но в октябре 2015 её перенесли на 12 августа 2016. 11 августа 2016 премьеру сдвинули на неделю вперёд — 19 августа 2016.

### Кастинг
12 августа 2014 Deadline.com сообщил, что Том Хиддлстон рассматривается в качестве кандидата на главную роль. 11 сентября 2014 Морган Фримен получил роль человека, который учит раба Бен-Гура, чтобы он стал чемпионом в гонках на колесницах. 17 сентября 2014 Джек Хьюстон был выбран на главную роль. 18 сентября 2014 Variety объявил, что Тоби Кеббелл начал вести переговоры о том, чтобы сыграть злодея Месаллу. 15 октября 2014 было сообщено, что актёр Педро Паскаль ведёт переговоры о получении роли Понтия Пилата. 16 октября 2014 Галь Гадот стала вести переговоры по поводу участия в проекте в роли рабыни Эстер, возлюбленной Бен-Гура. 30 октября 2014 TheWrap сообщил, что переговоры Гадот с Paramount и MGM закончились неудачей из-за занятости актрисы на фильме «Бэтмен против Супермена: На заре справедливости» и других картинах, в которой она будет играть Чудо-женщину. 4 ноября 2014 Марвану Кензари досталась роль римского капитана Друза. 12 ноября 2014 Айелет Зорер стала претендовать на роль Наоми, матери Иуды Бен-Гура. 13 ноября 2014 Оливии Кук была предложена роль Тирзы, сестры Бен-Гура. 2 декабря 2014 стало известно, что Эстер в фильме сыграет Назанин Бониади. Также на роль Эстер рассматривались актрисы София Бутелла, Моран Атиас и Наталия Уорнер. В январе 2015 к актёрскому составу присоединились София Блэк-Д’Элиа, Родриго Санторо, Мойзес Ариас и Пилу Асбек в роли Тирзы, Иисуса Христа, Дисмаса и Понтия Пилата соответственно.

### Съёмки
Съёмки начались 2 февраля 2015 и проходили в Риме и Матере, Италия.
17 марта 2016 года вышел трейлер.

## Критика
Согласно рейтингу The Hollywood Reporter, фильм получил первое место в списке самых дорогостоящих кинопровалов 2016 года. По итогам мирового кинопроката картина собрала лишь 43% затраченных на неё средств.
Бен-Гур получил в основном отрицательные отзывы критиков. На агрегаторе рецензий Rotten Tomatoes фильм имеет рейтинг одобрения 25% на основе 191 обзоров со средней оценкой 4,6 из 10. Критический консенсус сайта гласит: «Как бороться с идеей? Снимая ремейк, в котором слишком мало чего-либо собственного, и пытаться скрыть это с помощью прерывистого монтажа и компьютерной графики». На Metacritic, оценка у фильма 38 из 100 на основе рецензий 34 критиков, что указывает на «в целом неблагоприятные отзывы». Аудитория, опрошенная CinemaScore, поставила фильму среднюю оценку «A–» по шкале от A + до F.
Игнатий Вишневецкий дал один из немногих положительных отзывов, написав: «Поначалу новая адаптация мыльной оперы Лью Уоллеса «Новый Завет» кажется безличной, такой же пыльной и разукрашенной, как любой фильм, в котором евреи и римляне в мантиях спорят о богах, а короли говорят с акцентом неопределенно британского происхождения, «но по мере развития» Бен-Гур объявляет себя своего рода элементарным переосмыслением исходного материала, которого никто в здравом уме никогда не ожидал бы. Скотт Коллура из IGN дал фильму 5,8 из 10, написав: «Бен-Гур — адекватное введение в классическую историю о мести и прощении, но оно неравномерное. Антагонист Тоби Кеббелла часто перевешивает привлекательность героя Джека Хьюстона, более религиозные элементы истории не очень хорошо сочетаются с элементами декораций, и большая часть актеров осталась позади. Но все же нельзя отрицать силу окончательного искупления Бен-Гура. Это просто не очень плавная поездка».
Стивен Холден из New York Times написал: «Под руководством режиссёра, не известного своим чутьём, и не имеющий звёзд, за исключением мистера Фримена, „Бен-Гур“ смотрится как фильм, сделанный по дешёвке, хотя и выглядит дорогим». Ричард Ропер дал фильму две звезды из четырёх, написав: «Бен-Гур изо всех сил пытается найти идентичность и никогда не достигает этого. Доброжелательные усилия по достижению трогательного, основанного на вере пробуждения подрываются небрежно жестокими сценами с рейтингом PG-13». Тодд Маккарти из The Hollywood Reporter описал сцену гонки на колесницах фильма как «сильно оцифрованную и перередактированную» и назвал её худшей сценой фильма, которую он описал как «неправильно направленную, уменьшенную и ужасно сделанную во всех отношениях».
Rolling Stone назвал фильм «Ремейк-катастрофа библейских масштабов». Однако сестра Роуз Пакатте написала положительный отзыв для журнала National Catholic Reporter, возражая только против анахроничных костюмов, которые носили еврейские женщины в фильме.